# Pineta (cabane)

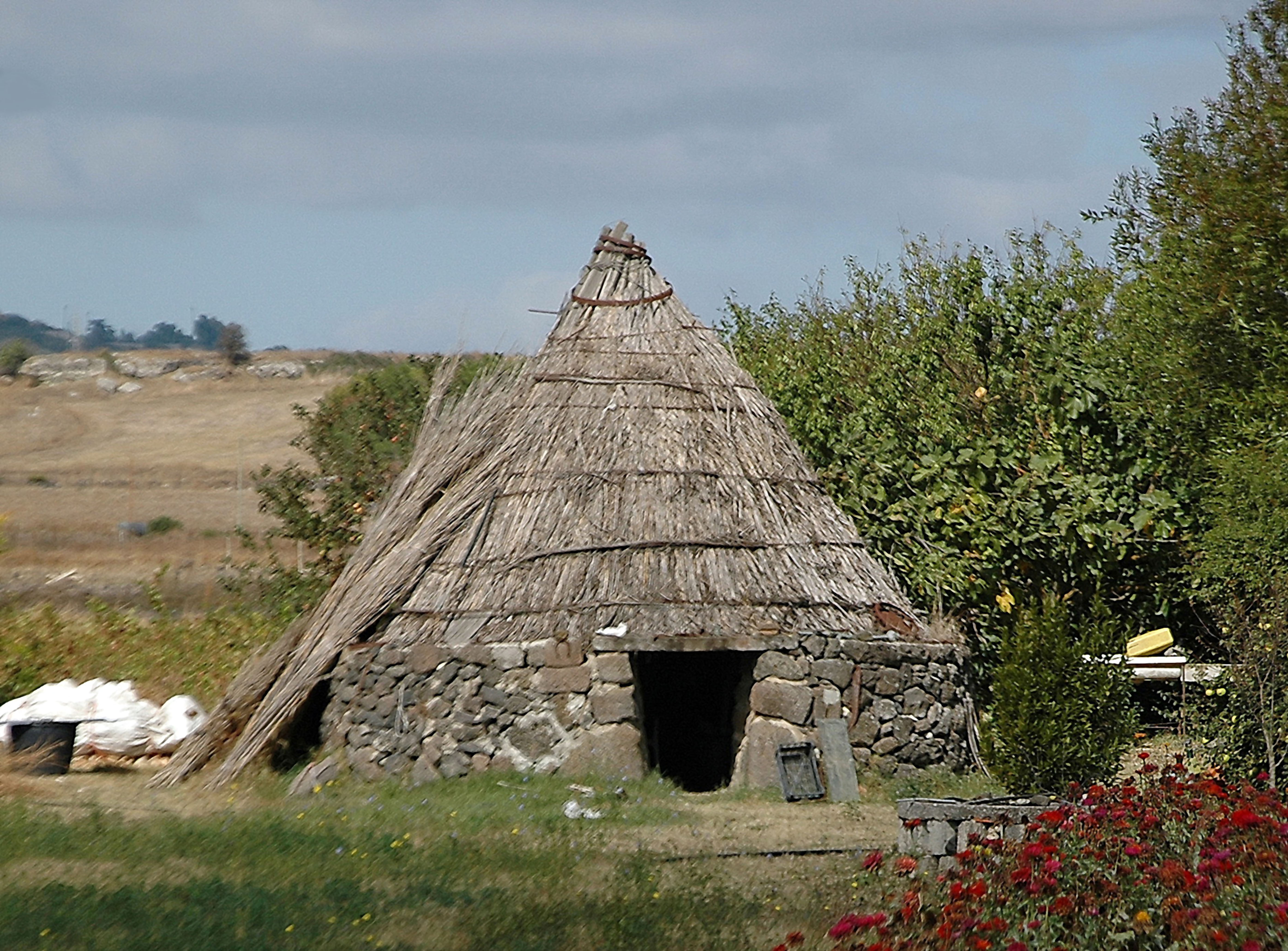
Pineta à Torralba, province de Sassari, en Sardaigne. La base cylindrique en pierre se termine par une arase sur laquelle posent le cône de chevrons et sa couverture de grands roseaux maintenue en place par des cercles successifs de longues gaules liées entre elles.

En Sardaigne septentrionale, la pineta est une cabane champêtre à structure mixte : les murs de base sont en pierre sèche et le toit est  de branchages ou de chaume, avec une forte pente. Le plan en est le plus souvent rond. 

## Description
On les trouve essentiellement dans les régions d'élevage ou de culture.
L'association avec les forêts de pins n'est pas attestée même si l'environnement de pins est fréquent.
Leur architecture (base en pierre sèche  et toit de branchage ou de toile goudronnée par la suite) est proche de celle des abris de charbonniers temporaires et ré-installables (ces derniers étaient déplacés après épuisement des ressources forestières, tout comme les fours à cade ou à poix, pour être réinstallés au centre de l'exploitation).
Certaines ont été aménagées  pour le tourisme (agriturismo).

## Variante
les coïles ou cuiles, refuges ou abris de bergers, dont le toit est fait de solides branchages généralement de genévriers (juniperus), sont une variante  spécifique aux Hauts-Plateaux dans la région Est de la Sardaigne au Sud-Est de Nuoro, capitale de la  Barbagia ou pays des Barbares, dans le parc national du Gennargentu, avec Dorgali comme  limite Nord, et Baunei comme limite Sud.